# حزازيات متسانية
الحزازيات المتسانية (الاسم العلمي: Isoetopsida) هي طائفة من النباتات تتبع الصف .

## التصنيف
- الإسويطيات
  - المتسانيات
    - المتسانية